# Авьер
Авье́р (фр. Avière) — небольшая река во Франции, в регионе Гранд-Эст. Авьер является одним из притоков реки Мозель.
Авьер река с зимним паводком, с декабря по март включительно максимум в январе-феврале. Самый низкий уровень воды в реке летом, в период с июля по сентябрь включительно.
Длина реки составляет около 28 км. Протекает по направлению с юга на север. Площадь бассейна насчитывает 108 км². Средний расход воды — 1,2 м³/с. Имеет ряд мелких притоков. Питание реки в основном дождевое.
Высота истока — 410 м над уровнем моря. Высота устья — 284 м над уровнем моря.